# Pensiero di Teilhard de Chardin
(Intervista a Teilhard de Chardin, "Nouvelles Littéraires", 11 gennaio 1951)
Il pensiero di Teilhard de Chardin (1881 - 1955) padre gesuita, geologo, paleontologo e paleoantropologo, ha come nucleo il concetto di evoluzione tramite il quale vorrebbe conciliare la rivelazione del Cristo con la scienza, anche se, benché scienziato per formazione e professione, egli rifiuti ogni tipo di scientismo.
Nella sua opera principale Il fenomeno umano in un'ottica evoluzionista traccia una storia dell'universo che arrivi fino alla fine dei tempi apocalittici, al punto di convergenza finale dove il Cristo costituisca il momento terminale di una specie in evoluzione oltre l'uomo stesso.

## Il pensiero di Teilhard de Chardin

### Il contesto storico
Per lungo tempo l'uomo si era pensato come parte di un cosmo statico poi, tra il XVIII secolo e il XIX secolo fece irruzione nella storia del pensiero la nuova idea di evoluzione quando Kant e Laplace ipotizzarono che i corpi celesti come il sole e i pianeti si fossero generati progressivamente a partire da una nebulosa originaria.
Questo nuovo approccio basato su un'idea di evoluzione si sviluppò nella biologia e nella zoologia. Protagonisti di questa nuova interpretazione della natura furono Buffon con Les èpoques de la nature (1778) e Darwin con L'origine delle specie (1859).
Dall'evoluzione della vita all'evoluzione della materia, un ulteriore passo avanti fu fatto quando venne introdotta in fisica la nozione di entropia.
Teilhard visse appunto nell'epoca in cui l'idea di evoluzione faceva il suo avvento e con la sua opera interpretò l'evoluzione non come idea estranea e avversa alla teologia cristiana, ma come idea presente implicitamente fin dall'inizio nella figura del Cristo, che rilesse alla luce dell'apporto del pensiero scientifico come evolutore ovvero non estraneo ma proprio come punto omega, punto finale d'arrivo di un cosmo in evoluzione.

### Una cosmologia evoluzionista ma non materialista
In un'epoca materialista e positivista dove la scienza ma soprattutto la tecnica celebrava il suo trionfo, Teilhard de Chardin rigettò sia il materialismo che il positivismo ma fece sua la visione evoluzionista, estendendola al mondo delle realtà cosiddette spirituali.
In questo contesto il concetto di natura andava inteso nel senso che:
- Il cosmo sorto con l'esplosione della singolarità gravitazionale nel big bang si dirige in maniera naturale a divenire vita;
- La vita a sua volta con la stessa identica naturalità esprime il suo movimento verso l'umanizzazione, la comparsa dell'uomo;
- L'uomo sempre naturalmente tende al raggiungimento di uno stadio ultra-umano dove lo spirito sempre in maniera naturale e per nulla soprannaturale tende a liberarsi lentamente ma definitivamente della sua base di origine materiale.

### Ominizzazione e umanizzazione, biosfera e noosfera
Il disegno evolutivo per Teilhard de Chardin si snoda a partire dalla pre-vita o mondo inorganico fino ad arrivare alla vita propriamente detta, che nel suo svilupparsi costituisce la biosfera. 
È a partire da questo momento dell'evoluzione dell'universo che si dà il fenomeno dell'ominizzazione quale punto di passaggio dalla biosfera alla noosfera o mondo del pensiero, che si realizza tramite la capacità umana della riflessione.
Mentre quindi con il concetto di ominizzazione egli intende riferirsi al lungo processo di evoluzione biologica che è sfociato nella apparizione della specie umana, con il concetto di umanizzazione rimanda invece alla fase evolutiva successiva all'ominizzazione dove compaiono con un continuo accrescimento della coscienza  aspetti umani di tipo spirituale e morale.
Al culmine dell'evoluzione dell'universo, l'ultima parola dell'ultimo capitolo è il Cristo cosmico che in questa visione è quindi paragonabile ad una sorta di nuova molecola del DNA ancora da venire, nella quale la vita compie un salto qualitativo, come un tempo le singole molecole hanno compiuto, allorché si sono aggregate nella nuova macromolecola del DNA appunto, molecola che ha aperto un nuovo capitolo nella storia dell'universo.

### Comunicazione, organizzazione e punto omega
Per Teilhard l'evoluzione continua ad opera delle singole coscienze umane che comunicando tra loro danno vita a una sorta di superessere da non confondersi con il super-uomo di Nietszche che non tiene in conto il fenomeno della comunicazione crescente tra gli individui. Per Teilhard cioè non è ormai più al livello dei soli singoli individui che il processo evolutivo si realizza, e al proposito scrisse:
In questo nuovo movimento evolutivo caratterizzato dalla comunicazione promotrice di convergenza dei singoli individui in un unico super-individuo collettivo egli vede non un "Dio in costruzione" come prima di lui Ernest Renan aveva concepito o - in maniera più sarcastica - Sigmund Freud in L'avvenire di una illusione -  ma la stessa specie biologica umana che, grazie al pensiero e alla comunicazione, si raggruppa e si organizza per convergere su se stessa in un nuovo unico super-organismo per raggiungere infine Dio, questo ipotetico  Punto Omega che rappresenterebbe di fatto e senza rimpianto alcuno la fine dei tempi.

### Dio dei cieli e Dio dell'evoluzione
Nella riflessione scientifica e teologica di Teilhard de Chardin si fa manifesto un nuovo volto di Dio, il Dio dell'evoluzione che però non esclude il volto di Dio della tradizione monoteista e cristiana, il volto antico di Dio, il Dio dei Cieli trascendente e distinto dal mondo.
Per il pensatore gesuita è proprio il Cristo ch'egli chiama Cristo evolutore in quanto verbo incarnato, Redentore e Consumatore dell'universo che riunifica in sé, nella sua persona, e il Dio dei Cieli tradizionale e il Dio dell'evoluzione, quale centro e motore dell'universo. Cristo Omega che orienta e fa convergere il movimento complessivo dell'universo promuovendo l'umanizzazione progressiva della Terra.

#### Lo spirito è più della vita: il significato evolutivo dell'amore biologico
(Teilhard de Chardin in "Lo spirito della Terra")
Già a Bergson era accaduto di commentare come in natura la vita sia più reale degli stessi viventi che infatti passano ma la vita resta. 
Con lo stesso significato ma con un'altra terminologia -"la vita che non passa è identificata da Teilhard con lo spirito-  si possono intendere certe affermazioni del religioso su questioni inerenti al  malthusianesimo:
Nell'esporre la concezione della funzione evolutiva dell'amore a cui è pervenuto, inizia dalla constatazione che l'amore non è un fenomeno limitato solo all'umanità, che se è più facile riconoscerlo nei mammiferi (poiché in essi si esprime con modalità più vicine a ciò che è umano: passione sessuale, istinto paterno o materno e finanche nella solidarietà sociale), nel momento in cui si scende verso le radici dell'"albero della vita" questa chiarezza comincia a venir meno.
Teilhard esprime la convinzione che ciò che noi chiamiamo amore esiste addirittura a livello delle semplici molecole e che è proprio quello stesso amore che si manifesta al livello umanizzato nelle nostre vite. 
Il ragionamento è: se l'amore non fosse presente già nelle forme più semplici o meno evolute dell'universo, non potrebbe manifestarsi come forza universale nemmeno ai suoi livelli più alti e più complessi. 
Teilhard interpreta l'amore come vera e propria forza gravitazionale con funzione centripeta capace cioè di attrarre o di curvare lo spazio-tempo in quella direzione dell'universo ch'egli chiamerà "punto omega", il centro dei centri, e che non è una astrazione ma una persona: il Cristo che chiama tutto e tutti a sé e che parimenti è anche la fine del mondo, nei secoli tanto paventata e invece cantata da Giovanni nell'Apocalisse. 
Questa idea teilhardiana dell'amore non è nuova nella storia del pensiero poiché vi è presente fin dai Dialoghi di Platone e poi verrà ripresa ancora nel medioevo da Nicola Cusano: grazie alla forza dell'amore i frammenti del mondo si cercano per ricostituire il mondo in unità. Quello che invece appare all'occhio dell'astronomo come forza gravitazionale, per Teilhard è invece solo il rovescio o l'ombra di ciò che muove realmente la natura, per Teilhard infatti le cose hanno un interno, una interiorità, per cui l'amore esprime la convergenza psichica dell'universo su se stesso.
Teilhard de Chardin ritiene che ormai la specie umana è riuscita a conquistare e a dominare ogni forma di energia, e proprio per questo sembra essere venuto il momento di mettere all'ordine del giorno l'umanizzazione di un'ultima forma di energia che sembra avere in gran parte tralasciato: l'amore.
(Teilhard de Chardin "L'evoluzione della Castità")
Nello stesso tempo non dissimula che molti amori spirituali siano «finiti nel fango», ma questa sembra essere comunque la direzione dell'evoluzione senza possibilità di altra alternativa di un maggiore e rinnovato ordine che solo ha permesso e continua a permettere la continuità della vita.

#### Una necessità per l'evoluzione dell'amore: il superamento della famiglia
A partire da quelle iniziali riflessioni sull'amore e sulla donna, scaturite quando Teilhard de Chardin si trovava in trincea nel pieno della prima guerra mondiale, matureranno in seguito in tutt'uno con l'uomo di religione.
L'amore, «forza prima» dell'evoluzione che va evoluto affinché possa divenire l'amore grande: ovviamente per questa prospettiva Teilhard parla di tempi lunghi, poiché per la specie umana sembrerebbe molto più semplice evolversi economicamente e tecnologicamente che fare qualche passo in avanti lungo la prospettiva dell'evoluzione dell'amore. 
Come egli disse:
E ancora in un altro testo riformula sinteticamente tale visione di superamento evolutivo:
(Teilhard de Chardin "Esquisse d'un Univers personnel")

#### L'ottimismo evoluzionista e il pessimismo scettico
Teilhard è convinto che la sua visione della nascita della Super-Umanità sia già in qualche modo destinata a realizzarsi poiché 
(Teilhard de Chardin "L'avvenire dell'Uomo")
Allora l'unificazione universale si consumerà sì che le parole di Giovanni il veggente troveranno la loro attuazione:
(Apocalisse di Giovanni)
La voce dell'amore universale che due millenni fa ha parlato con tono pacato: "amatevi gli uni gli altri"  e che era stata assunta dall'umanità più religiosa come un codice di perfezione morale e dai più laici comunque come un metodo pratico per ridurre quanto più è possibile gli attriti e le sofferenze della vita terrestre, a detta di Teilhard sembra allo stato attuale dell'evoluzione farsi minacciosa introducendo l'elemento dell'annichilimento tipico della nuova era della guerra atomica:
(Teilhard de Chardin, L'energia umana, Nuova Pratiche Editrice, Milano, 1997)

### Influenze filosofiche
Alcuni studiosi ritengono che sulla formazione della visione teilhardiana abbiano influito
- Henri Bergson con L'evoluzione creatrice per la distinzione tra "tempo" e "durata", nonché per il concetto di slancio vitale
- Leibniz in particolare per quanto riguarda l'uso del concetto di "monade"
- Henri Poincaré, Pierre Duhem, Blaise Pascal
- Maurice Blondel (che negli anni venti commentò favorevolmente alcuni saggi del gesuita:

«Letteralmente condivido anche (e ho condiviso in ogni tempo) le idee e i sentimenti del reverendo padre Teilhard nei confronti del problema cristologico. Davanti agli orizzonti ingranditi della scienza della natura e dell'umanità, non si può, senza tradire il cattolicesimo, rimanere su spiegazioni mediocri e a modi di vedere limitati che fanno del Cristo un incidente storico, che lo isolano nel Cosmo come un episodio posticcio, e sembrano fare di lui un intruso o uno spaesato nella schiacciante e ostile immensità dell'Universo»
- Spinoza nel rifiuto di ogni dualismo in favore del monismo nei rapporti tra Dio e il mondo "In Christo vivimus, movemur et sumus")
- Nietzsche, per Teilhard "carità evangelica" non può avere nulla a che fare con la "diletta e umile dolcezza di montone" ma deve essere una carità dinamica, evolutiva e quindi da non intendersi più solo come medicina atta a curare le ferite ma come amore attivo che muove l'evoluzione. Nell'oltre-uomo nietzschiano Teilhard non vede che una estrapolazione troppo semplicistica del passato, che non tiene per nulla conto del moderno fenomeno di comunicazione crescente tra gli individui, cioè non è più al livello dei soli singoli individui che il processo evolutivo ormai si realizza, questo super-uomo non può che essere la super-umanità, un unico organismo sociale centrato su se stesso come un solo unico super-individuo)
- Marx-Engels: Teilhard esalterà la socializzazione e solo in questo senso anche la fiducia nell'uomo, e affermerà l'esistenza di una dialettica della natura prima ancora che nella storia, dialettica che proprio in quanto non ancorata alla volontà di singoli o di gruppi sta alla base della prospettiva di trasformazione in senso evolutivo. Oltre a ciò con l'insieme della sua elaborazione ha anche espresso la volontà di liberarsi della religione intesa come alienazione ovvero mistificazione, mito e rappresentazione non ancorati alla realtà effettiva nella sua verità). Per Teilhard, nel paragone degli esseri umani a atomi, l'utopia del comunismo sembrava auspicare la molecola mentre egli auspicava la macromolecola del DNA: più ancora che la semplice uguaglianza, un vero e proprio corpo unico.

(Teilhard de Chardin "Super-Umanità, Super-Cristo, Super-Carità", 1943)
(Teilhard de Chardin "L'avvenire dell'Uomo")
(Teilhard de Chardin "L'Energia umana")
(Teilhard de Chardin "Il Fenomeno umano")

#### Il confronto con la psicoanalisi: una nuova umanità oltre l'Edipo
Sempre sintomo di questo "tramonto dell'uomo" e di questa nuova epoca è la nuova visione dell'uomo oltre l'edipo e quindi riconciliato con l'inconscio proprio della psicoanalisi. 
Teilhard de Chardin del resto non ha nascosto, ma ha avuto modo di esprimere giudizi, anche se senza troppa enfasi, su una certa affinità con la sua visione dei nuovi ideali socialisti e si aggiunga che negli ultimi tempi nutriva interesse anche per i nuovi metodi conoscitivi rappresentati dalla psicoanalisi, di cui auspicava un allargamento di visione nel ricercare la direzione, ossia il senso, della specie:
fino ad oggi, e per buonissime ragioni, la vostra scienza si è occupata di far percepire all'individuo, nel profondo di sé stesso, impressioni dimenticate, complessi che una volta smascherati ed accettati, svaniscono alla luce del Sole. Tutto ciò va benissimo. Ma una volta compiuto questo lavoro di pulizia e di liquidazione, non è che ce ne sia da fare un altro più costruttivo e quindi più importante? Voglio dire, aiutare il soggetto a decodificare nelle zone ancora poco esplorate e chiarite di se stesso quelle grandi aspirazioni che sono: il senso di irreversibilità, di Cosmicità, il senso della Terra, il senso dell'Umanità. Operazione inversa alla precedente. Psicoanalizzare non per liberare ma per impegnare. Permettere l'introspezione non per dissipare i fantasmi, ma per dare consistenza, direzione e soddisfazione a certi grandi bisogni o chiamate che soffocano dentro di noi (e per le quali noi soffochiamo) se non tradotte e capite. In verità si tratta di una delicata e complicata opera di scoperta poiché in questo campo professore e studente, colui che dirige e chi è diretto, avanzano entrambi a tentoni: lavoro però molto fecondo poiché impegnato a discernere non più ciò che ci lega e ci appesantisce, ma le molle più segrete e più generose del dinamismo psichico che ci anima. Insomma fino ad oggi la psicoanalisi ha mostrato un interesse essenzialmente medico nel trattamento di forze e casi individuali. Al massimo si è occupata, in relazione a gruppi limitati (soprattutto a famiglie)... Non sarebbe venuto il momento per la psicoanalisi, attraverso lo studio in ogni uomo delle sue aspirazioni transindividuali, di impegnarsi nell'elaborazione di un'Energetica (una Psico-Energia) umana proporzionata e ad uso di un gruppo zoologico in via di totalizzazione planetaria?»
(Pierre Teilhard de Chardin L'attivazione dell'Energia umana, 1953)

## La critica della famiglia
Tra i suoi vari interessi Teilhard de Chardin ha aggiunto anche le sue considerazioni sull'istituzione familiare che viene criticata non più nelle sue diverse forme ma come istituzione in sé, in quanto dal punto di vista della vita naturale, dell'evoluzione, ciò che è destinato a rimanere è la coppia, mentre la famiglia è stato solo un espediente della natura per "guadagnare tempo" in attesa di una maggiore maturazione della specie.
Questa posizione, ancora più radicalmente critica della famiglia di quegli stessi critici come Marx ed Engels, si basa non su considerazioni materialistiche ma sulla convinzione che per lo spirito e per l'evoluzione è evidente la superata essenzialità della stessa struttura sociale familiare.
Ciò dovrà comunque avvenire nei tempi lunghi dell'evoluzione che egli ritiene siano ormai prossimi a venire poiché si è già giunti alle soglie del trionfo dello spirito.
La visione evoluzionistica di Teilhard porta a ritenere che l'avvenire dell'evoluzione umana sia quindi quella di una maggiore socializzazione, e non, come in Max Stirner o Nietzsche, in uno sviluppo estremo dell'individualismo.
L'avvenire dell'evoluzione è dato dal fatto che più socializzazione corrisponde a meno alienazione, cioè in sostanza che l'essenza umana sta proprio nella sua natura relazionale, per cui l'uomo astratto non esiste, poiché l'essere umano è una relazione.
Ciò significa che in Teilhard lo spirito non è una fredda astrazione, ma è quella forza erotica con le stesse caratteristiche della forza gravitazionale descritta da Newton e poi da Albert Einstein, la quale unisce i tanti atomi umani in un'unica mente sociale, che, giunta ad una soglia critica, è in grado di determinare la fine della storia dell'universo. Quell'universo che, nato dal suo frammentarsi con il big bang, si è ricostituito infine in unità alla fine del mondo, con il ricercarsi vicendevole dei frammenti di sé.

### Ispirazioni teilhardiane presenti nel pensiero contemporaneo
- Vito Mancuso (Teologia)
- Silvia Montefoschi (Psicoanalisi)